# Podocarpus urbanii
Podocarpus urbanii är en barrträdart som beskrevs av Pilg.. Podocarpus urbanii ingår i släktet Podocarpus och familjen Podocarpaceae. IUCN kategoriserar arten globalt som nära hotad. Inga underarter finns listade i Catalogue of Life.